# The End (utwór The Beatles)
The End – utwór zespołu The Beatles z albumu Abbey Road napisany przez Paula McCartneya. Utwór jest zakończeniem „Abbey Road Medley” – medleya składającego się z 8 utworów następujących po sobie bez przerwy. Jest to ostatni utwór nagrany razem przez wszystkich czterech Beatlesów. Utwór zawiera jedyne solo perkusyjne Ringo Starra, które nagrał z Beatlesami.
Utwór kończy się kupletem, do napisania którego zainspirowała McCartneya twórczość Williama Szekspira:

And in the end the love you take

Is equal to the love you make.

## Twórcy
- Paul McCartney – wokal, pianino, gitara basowa i elektryczna
- John Lennon – wokal, gitara elektryczna
- George Harrison – wokal, gitara elektryczna i rytmiczna
- Ringo Starr – perkusja